# E 452
E 452 je polyfosfát (polyfosforečnan), jenž patří do skupiny povolených přídatných látek, které je možné použít při výrobě potravin. Jedná se buď o polyfosforečnan sodný, polyfosforečnan draselný, polyfosforečnan sodno-vápenatý nebo polyfosforečnan vápenatý.
Polyfosforečnany se přidávají do masných výrobků a ryb, jelikož mají schopnost vázat a udržovat v nich vodu. Toho např. zneužívají někteří výrobci při tzv. křehčení masa či glazování ryb, kdy vpravují do výrobku více vody, než je technologicky nezbytné, ale též výrobci šunek, salámů, párků a dalších masných výrobků, ve kterých je maso nahrazeno náhražkami. Polyfosfáty se též používají jako tavicí soli v tavených sýrech a dalších výrobcích.
V malých dávkách je považována E 452 za bezpečnou látku. Vysoké dávky však mohou v těle způsobit nerovnováhu spojenou s nedostatkem vápníku.[zdroj?]